# Ugny-l'Équipée
Pour les articles homonymes, voir Ugny (homonymie).
Ugny-l'Équipée est une commune française située dans le département de la Somme en région Hauts-de-France.

## Géographie

### Description
Village rural picard du plateau du Vermandois, situé à 8 km  au nord de Ham, aisément accessible depuis les anciennes routes nationales RN 30 et RN 337 (actuelles RD 930 et 937) et l'autoroute A29.
Il est situé à l'extrémité est du département de la Somme, limitrophe de celui de l'Aisne.
En 2019, la commune est desservie par les autocars du réseau inter-urbain Trans'80, Hauts-de-France (ligne no 51, Mesnil-Bruntel - Saint-Christ-Briost - Ham).

### Hameaux et écarts
La commune compte un hameau, l'Équipée, situé à la limite nord du territoire communal, et qui s'étend de part et d'autre de la limite départementale en étant partagé avec les communes de Quivières et de Lanchy.

### Hydrographie
La commune est située dans le bassin Artois-Picardie. Elle n'est drainée par aucun cours d'eau.

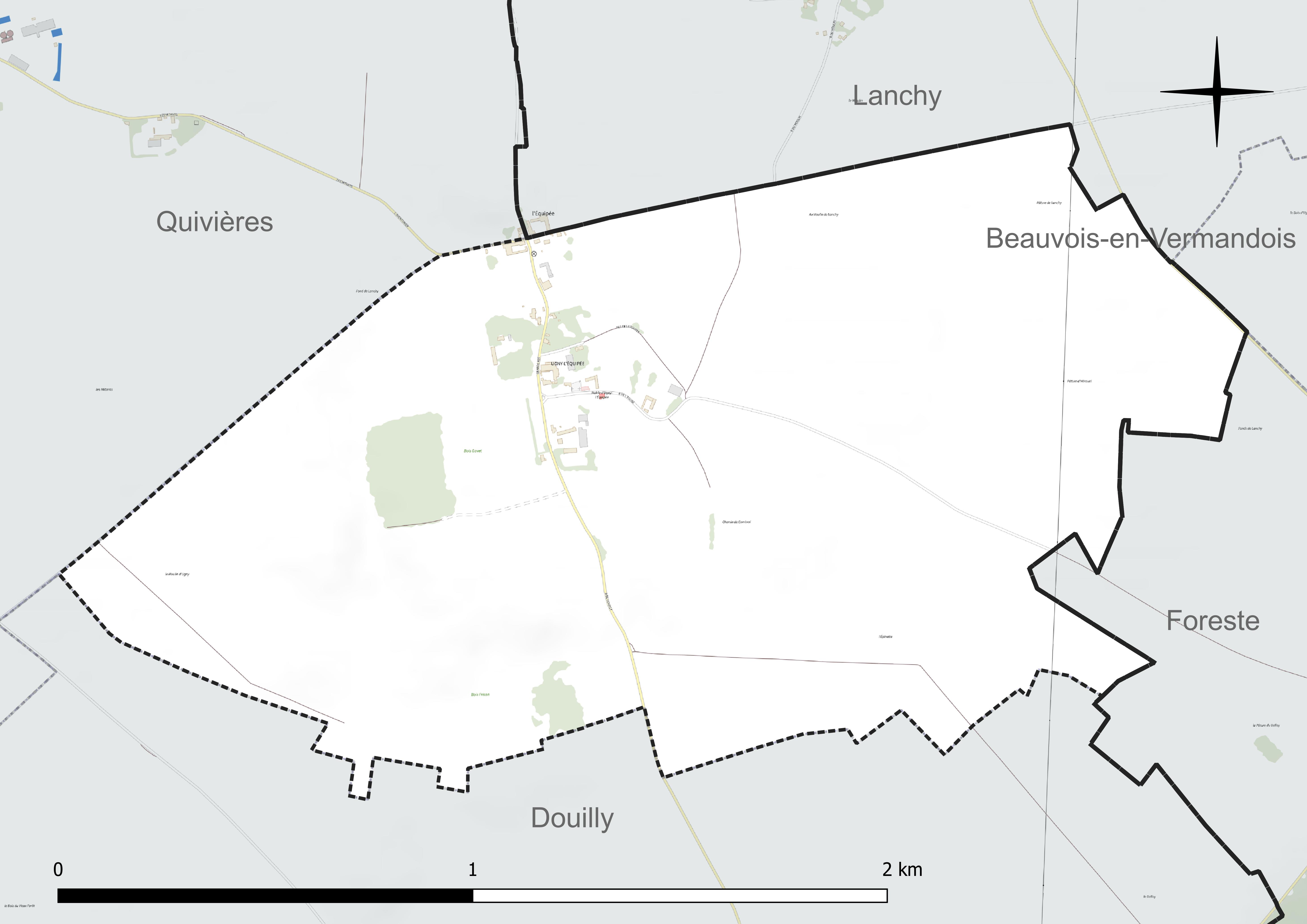
Réseau hydrographique d'Ugny-l'Équipée.

### Climat
Pour des articles plus généraux, voir Climat des Hauts-de-France et Climat de la Somme.
En 2010, le climat de la commune est de type climat océanique dégradé des plaines du Centre et du Nord, selon une étude du CNRS s'appuyant sur une série de données couvrant la période 1971-2000. En 2020, Météo-France publie une typologie des climats de la France métropolitaine dans laquelle la commune est exposée à un climat océanique et est dans la région climatique Nord-est du bassin Parisien, caractérisée par un ensoleillement médiocre, une pluviométrie moyenne régulièrement répartie au cours de l'année et un hiver froid (3 °C).
Pour la période 1971-2000, la température annuelle moyenne est de 10,3 °C, avec une amplitude thermique annuelle de 14,6 °C. Le cumul annuel moyen de précipitations est de 692 mm, avec 11,3 jours de précipitations en janvier et 9,3 jours en juillet. Pour la période 1991-2020, la température moyenne annuelle observée sur la station météorologique la plus proche, située sur la commune d'Estrées-Mons à 8 km à vol d'oiseau, est de 11,0 °C et le cumul annuel moyen de précipitations est de 647,5 mm,. Pour l'avenir, les paramètres climatiques de la commune estimés pour 2050 selon différents scénarios d'émission de gaz à effet de serre sont consultables sur un site dédié publié par Météo-France en novembre 2022.

## Urbanisme

### Typologie
Au 1er janvier 2024, Ugny-l'Équipée est catégorisée commune rurale à habitat très dispersé, selon la nouvelle grille communale de densité à sept niveaux définie par l'Insee en 2022.
Elle est située hors unité urbaine et hors attraction des villes,.

### Occupation des sols
L'occupation des sols de la commune, telle qu'elle ressort de la base de données européenne d'occupation biophysique des sols Corine Land Cover (CLC), est marquée par l'importance des territoires agricoles (91,7 % en 2018), une proportion identique à celle de 1990 (91,7 %). La répartition détaillée en 2018 est la suivante : 
terres arables (91,7 %), zones urbanisées (8,3 %). L'évolution de l'occupation des sols de la commune et de ses infrastructures peut être observée sur les différentes représentations cartographiques du territoire : la carte de Cassini (XVIIIe siècle), la carte d'état-major (1820-1866) et les cartes ou photos aériennes de l'IGN pour la période actuelle (1950 à aujourd'hui).

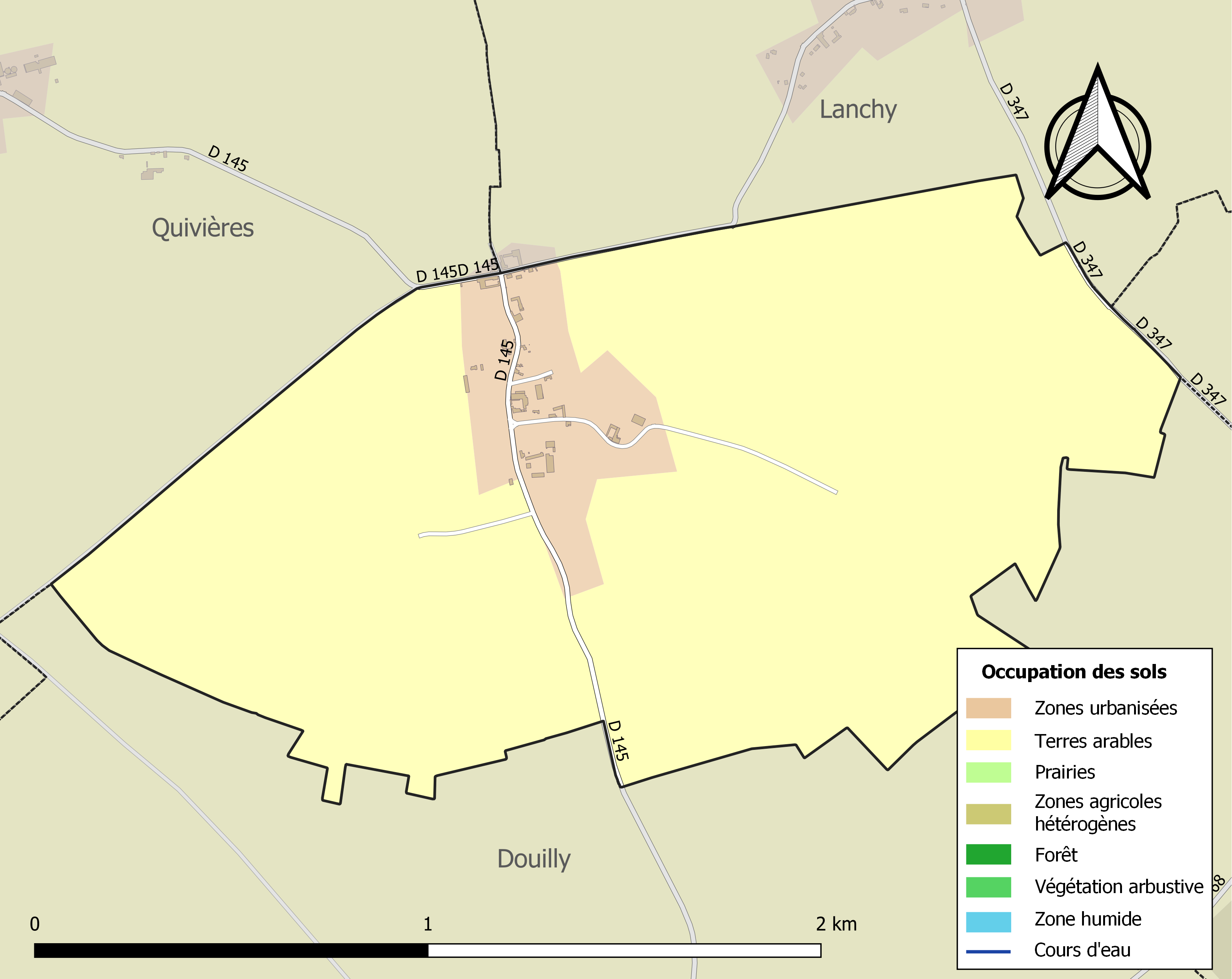
Carte des infrastructures et de l'occupation des sols de la commune en 2018 (CLC).

## Toponymie
Le nom de la localité est attesté sous les formes Oisni (12..) ; Oisny (1255) ; Oigny (1410) ; Vigny le Guippé (1606) ; Ugny lesquippé (1631) ; Ugni l'équipée (1733) ; Ugny léquippé (1750) ; Ugny léquippée (1640) ; Ugny (1761) ; L'équigny (1787) ; Ugny l'Equipé (1801) ; Ugny l'équippée (1836) ; Ugny-les-quippé ; Oigny-les-Quippé et Quippée.
Il est souvent arrivé qu'en voulant simplifier les noms de lieux, on en a dénaturé la première et véritable dénomination : ainsi celle de cette commune, comme le constatent d'anciens titres, était autrefois Oisni, Oisny, Oigny qui se serait formé auprès d'une localité plus ancienne du nom de Guippé, attesté sous les formes Lesquippée (1554) ; Lequippe (1573) ; L'Equipée (1761).

## Histoire
Le village est considéré comme détruit à la fin de la guerre,. Il a été décoré de la Croix de guerre 1914-1918, le 27 octobre 1920.

## Politique et administration

### Rattachements administratifs et électoraux
La commune se trouve dans l'arrondissement de Péronne du département de la Somme. Pour l'élection des députés, elle fait partie depuis 1958 de la cinquième circonscription de la Somme.
La commune fait partie depuis 1801 du canton de Ham. Dans le cadre du redécoupage cantonal de 2014 en France, ce canton, dont la commune fait toujours partie, est modifié, passant passe de 19 à 67 communes.

### Intercommunalité
La commune faisait partie depuis 2002 de la communauté de communes du Pays Hamois, qui succédait au district de Ham, créé en 1960.
La loi portant nouvelle organisation territoriale de la République (Loi NOTRe) du 7 août 2015, prévoyant que les établissements publics de coopération intercommunale (EPCI) à fiscalité propre doivent avoir un minimum de 15 000 habitants, le schéma départemental de coopération intercommunale (SDCI) arrêté par le préfet de la Somme le 30 mars 2016 prévoit notamment la fusion des communautés de communes du Pays Hamois et celle du Pays Neslois, afin de constituer une intercommunalité de 42 communes groupant 20 822 habitants, et précise qu'il « s'agit d'un bassin de vie cohérent dans lequel existent déjà des migrations pendulaires entre Ham et Nesle. Ainsi Ham offre des équipements culturels, scolaires et sportifs (médiathèque et auditorium de musique de grande capacité, lycée professionnel, complexe nautique), tandis que Nesle est la commune d'accueil de grandes entreprises de l'agroalimentaire ainsi que de leurs sous-traitants ».
La fusion intervient le 1er janvier 2017 et la nouvelle structure, dont la commune fait désormais partie, prend le nom de communauté de communes de l'Est de la Somme,.

### Liste des maires
| Période                                  | Période                      | Identité             | Étiquette | Qualité                                                                                               |
| ---------------------------------------- | ---------------------------- | -------------------- | --------- | --- |
| Les données manquantes sont à compléter. |                              |                      |           | |
| mars 1989                                | En cours (au 8 octobre 2020) | Jean-Pierre Delville | DVD       | Éditeur retraité Vice-président de la CC du Pays Hamois (2014 → 2016) Réélu pour le mandat 2020-2026, |

## Population et société

### Démographie
L'évolution du nombre d'habitants est connue à travers les recensements de la population effectués dans la commune depuis 1793. Pour les communes de moins de 10 000 habitants, une enquête de recensement portant sur toute la population est réalisée tous les cinq ans, les populations de référence des années intermédiaires étant quant à elles estimées par interpolation ou extrapolation. Pour la commune, le premier recensement exhaustif entrant dans le cadre du nouveau dispositif a été réalisé en 2005.

En 2022, la commune comptait 30 habitants, en évolution de −26,83 % par rapport à 2016 (Somme : −1,26 %, France hors Mayotte : +2,11 %).
| 1793 | 1800 | 1806 | 1821 | 1831 | 1836 | 1841 | 1846 | 1851 |
| ---- | ---- | ---- | ---- | ---- | ---- | ---- | ---- | ---- |
| 236  | 180  | 178  | 204  | 198  | 215  | 219  | 216  | 214  |

| 1856 | 1861 | 1866 | 1872 | 1876 | 1881 | 1886 | 1891 | 1896 |
| ---- | ---- | ---- | ---- | ---- | ---- | ---- | ---- | ---- |
| 214  | 198  | 189  | 198  | 165  | 125  | 119  | 113  | 125  |

| 1901 | 1906 | 1911 | 1921 | 1926 | 1931 | 1936 | 1946 | 1954 |
| ---- | ---- | ---- | ---- | ---- | ---- | ---- | ---- | ---- |
| 114  | 81   | 75   | 65   | 66   | 79   | 74   | 76   | 82   |

| 1962 | 1968 | 1975 | 1982 | 1990 | 1999 | 2005 | 2006 | 2010 |
| ---- | ---- | ---- | ---- | ---- | ---- | ---- | ---- | ---- |
| 67   | 44   | 48   | 46   | 57   | 46   | 44   | 43   | 41   |

| 2015 | 2020 | 2022 | - | - | - | - | - | - |
| ---- | ---- | ---- | - | - | - | - | - | - |
| 41   | 30   | 30   | - | - | - | - | - | - |

### Enseignement
Le syndicat intercommunal scolaire des 9 clochers (SISCO) regroupe en 2018 les élèves de Croix-Moligneaux, Douilly, Matigny, Offoy, Quivières, Sancourt, Ugny-l'Équipée, Voyennes et Y.

## Culture locale et patrimoine

### Lieux et monuments
- Église Saint-Martin[33].

- Chemin de promenade[2].

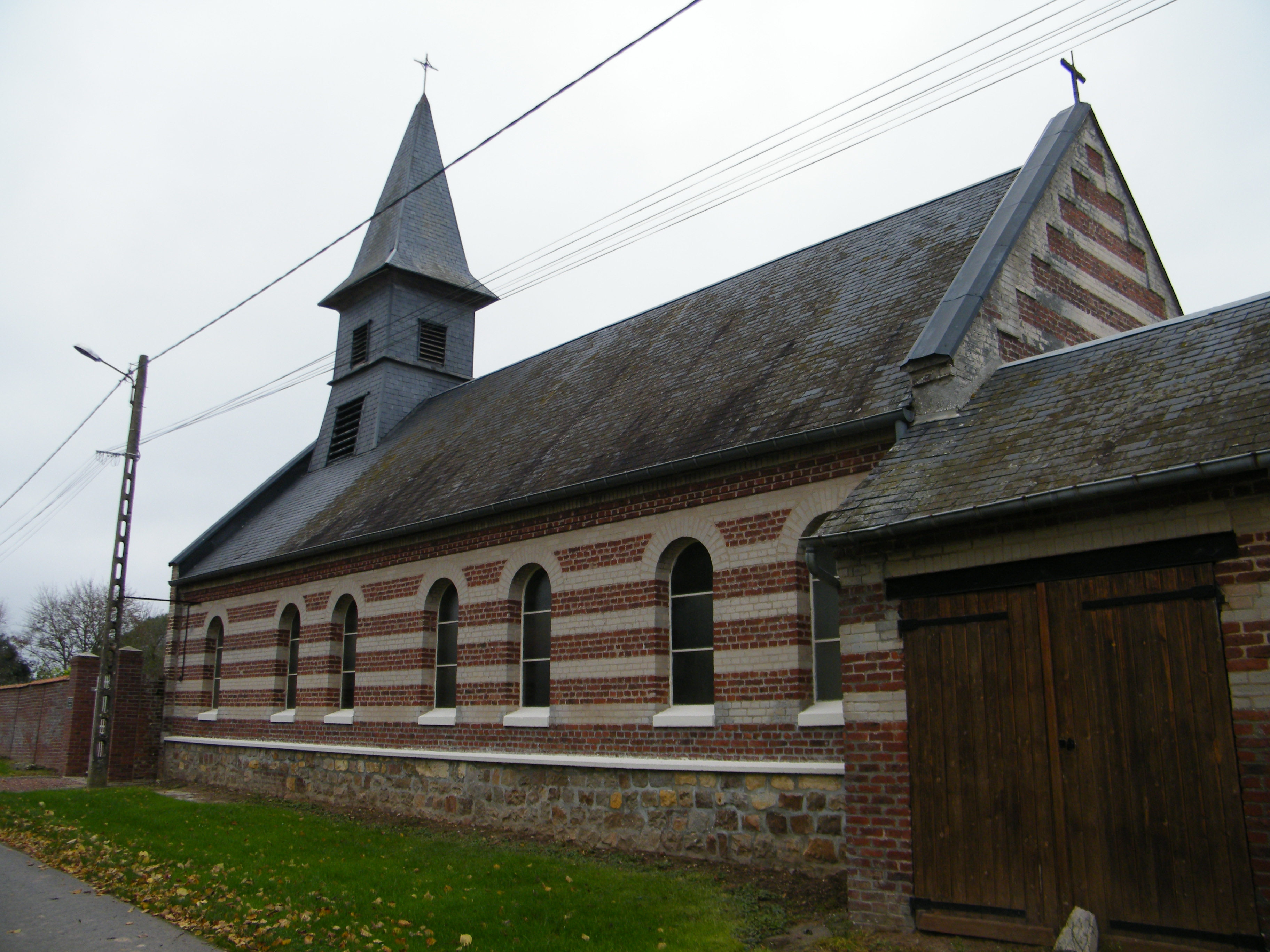
L'église Saint-Martin.
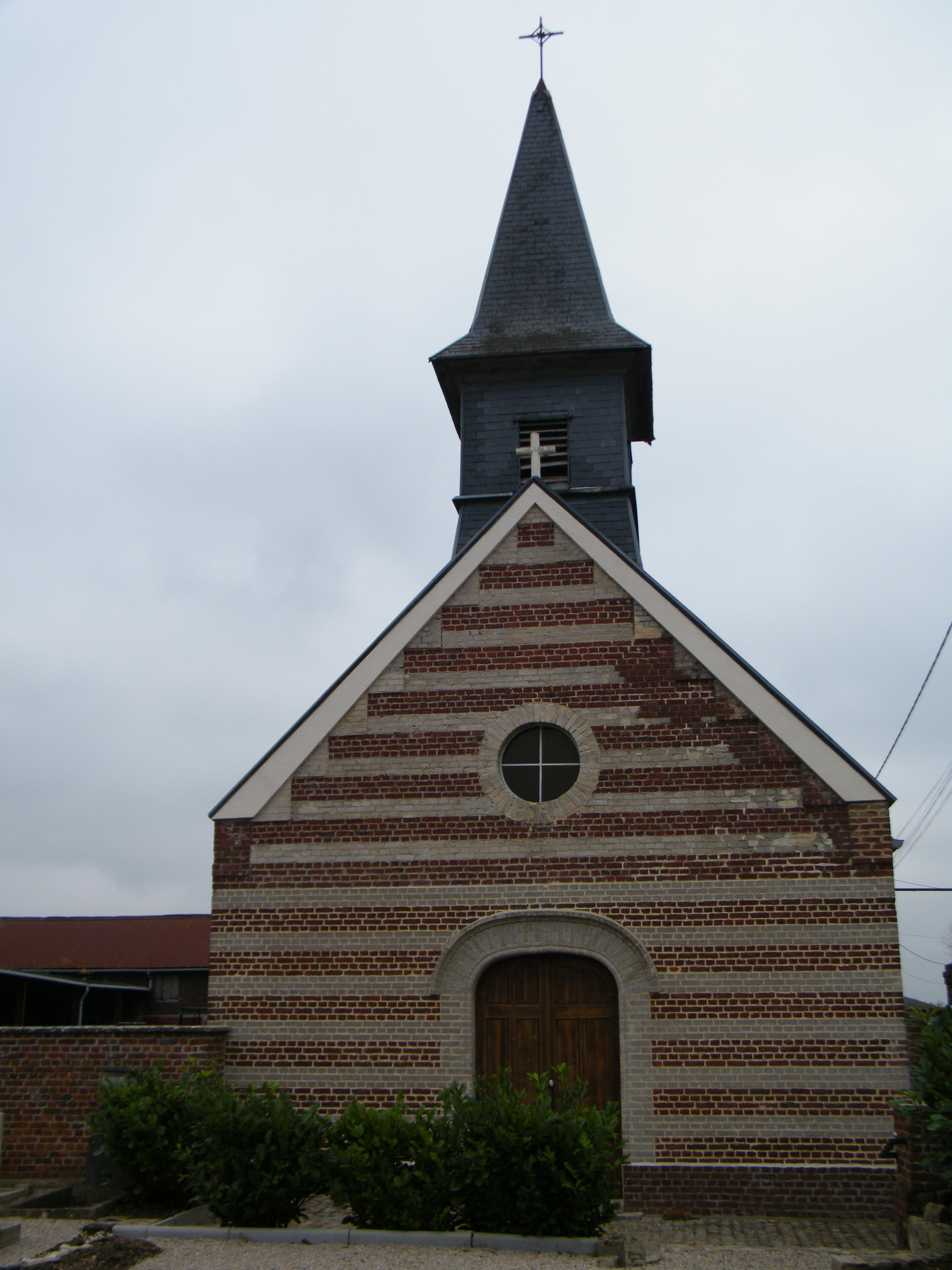
Façade de l'église.
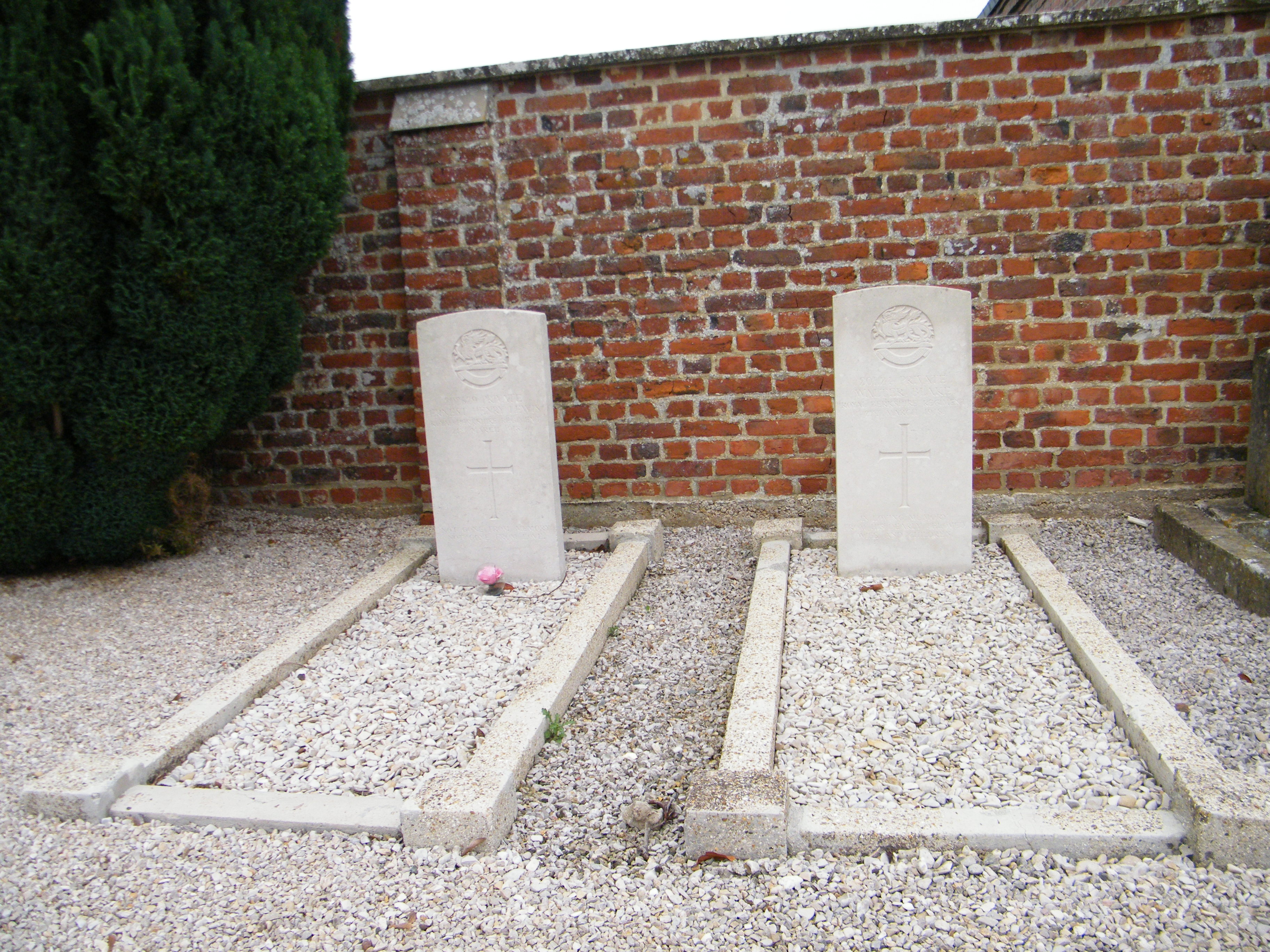
Carré militaire, cimetière.